# Церква Воскресіння Господнього (Жужеляни)

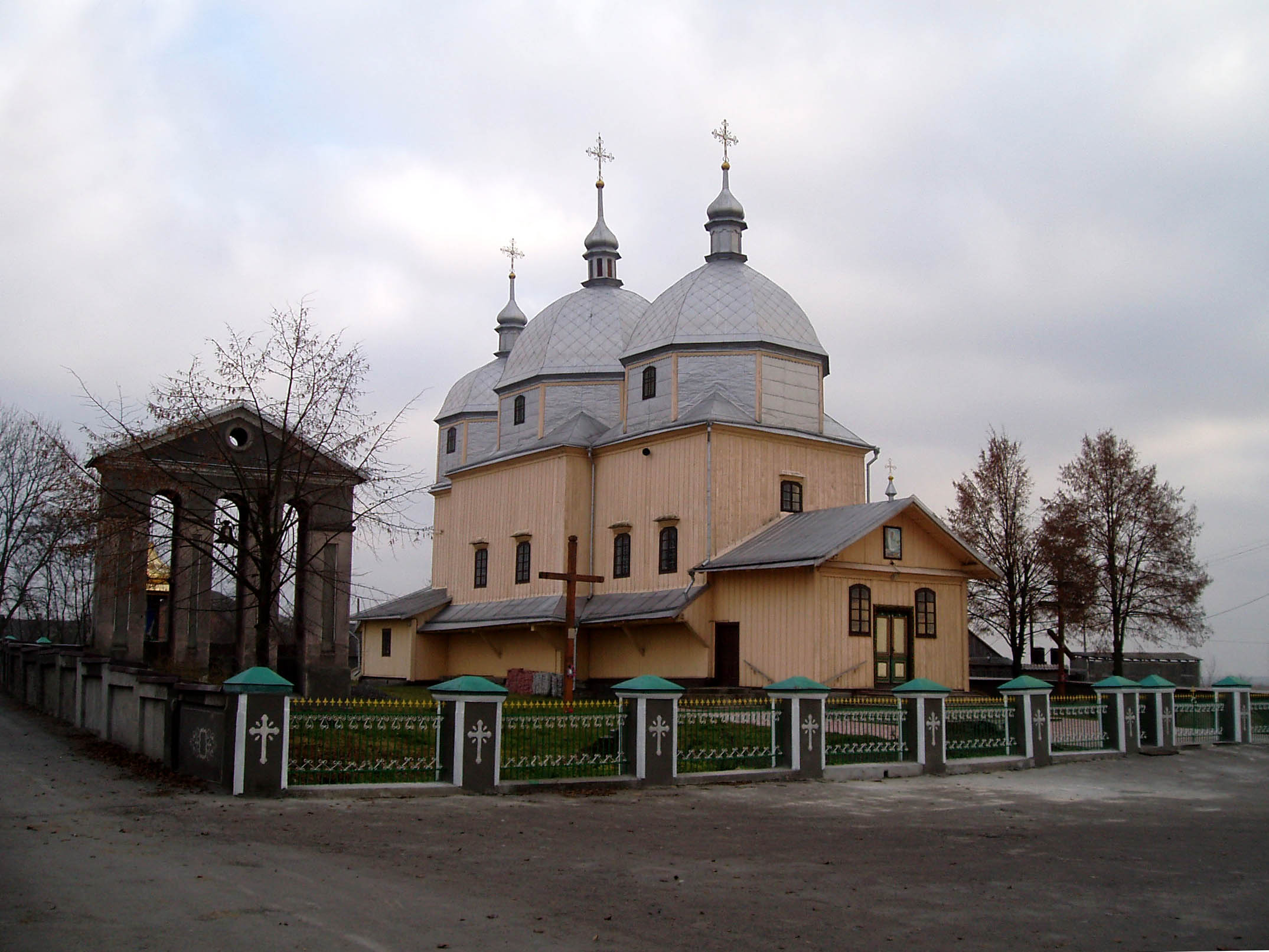
Церква Воскресіння Господнього

Церква Воскресіння Господнього — дерев'яна церква XIX століття с.Жужеляни Шептицького району Львівської області Сокальсько-Жовківської єпархії. Належить до УГКЦ.

## Історія
Дерев'яна церква збудована у 1870 р. майстром Гериновичем, стала визначним історико-культурним і надзвичайно цінним духовно-релігійним об'єктом завдяки діяльності упродовж 1874—1918 років настоятеля Кирила Селецького, письменника і громадського діяча.
27 серпня 1891 року цей парох разом із отцем Єремією Ломницьким заснували у Жужелянах при церкві перший дім Згромадження сестер служебниць Непорочної Діви Марії, а в селі Цеблів — Згромадження сестер святого Йосифа Обручника Пречистої Діви Марії.
Отець Кирило Селецький помер 1918 року і похований на сільському кладовищі. На його могилі споруджено каплицю Пресвятої Богородиці.
Після ліквідації УГКЦ в 1946 році церква в селі була закрита, а згодом використовувалася як складське приміщення місцевим колгоспом. Під час перебування греко-католицької церкви в підпіллі, приїжджали в село священики, але хто саме, ніхто не може сказати.
Наприкінці 80-х років, а саме в грудні 1988 р. церву відкрили і на Різдво, 7 січня 1990 року о. Михайло Комбель РПЦ МП відслужив Літургію.
У 1990—1992 роках змінилося три священики, а саме: о. Михайло Комбель, о. Іван Бігун, о. Іван Ковальчук, всі вони були священиками РПЦ МП.
У 1991 р. деякі люди з села вирішили повернутися до УГКЦ, але не всі цього хотіли. На основі цього виник конфлікт між громадами УПЦ і УГКЦ. Спочатку відправляли почергово, а з 1992 р. за рішенням суду, церква була повернута греко-католицькій громаді.

## Реліквії церкви

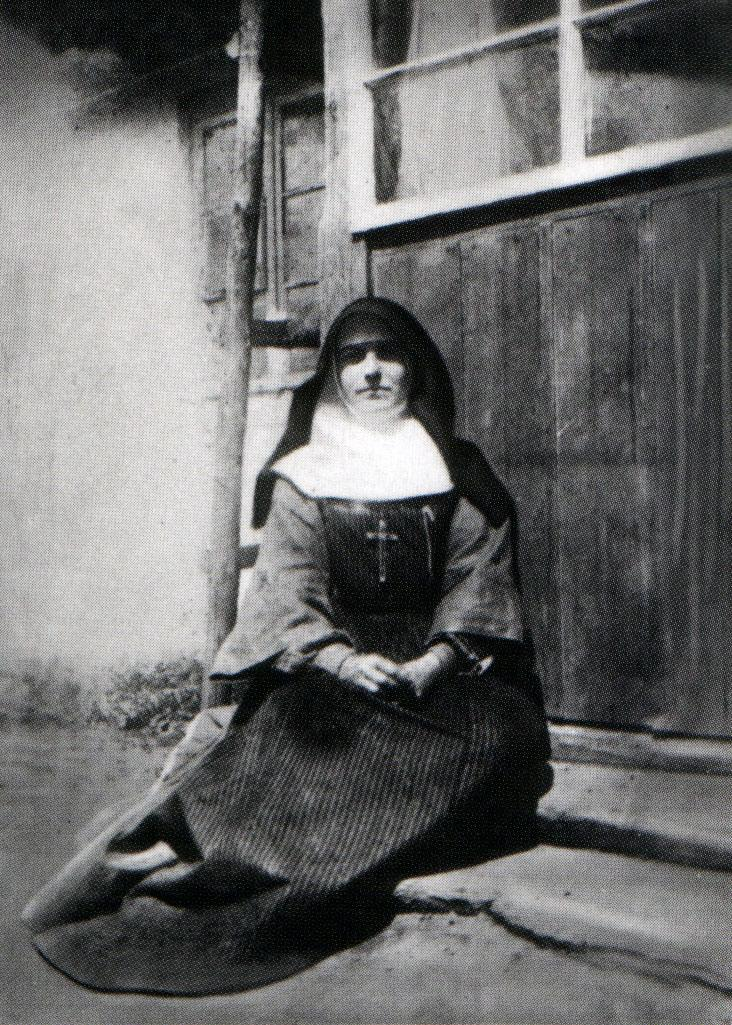
Йосафата

У 2007 році до церкви Христового Воскресіння с. Жужелян під час пішої прощі зі Львова, організованої для молоді Згромадженням сестер служебниць, були урочисто внесені мощі блаженної Йосафати Гордашевської, які зберігаються там донині.